# Нотрање Горице
Нотрање Горице (словен. Notranje Gorice) је насељено место у општини Брезовица, Средњесловенска регија, Словенија.

## Историја
До територијалне реорганизације у Словенији било је у саставу града Љубљане, односно старе општине Вич–Рудник.

## Становништво
У попису становништва из 2011. године, Нотрање Горице је имало 1.645 становника.
| Број становника према пописима | Број становника према пописима | Број становника према пописима |
| ------------------------------ | ------------------------------ | ------------------------------ |
| 1991                           | 2002                           | 2011                           |
| 1.317                          | 1.476                          | 1.645                          |

Напомена: Године 1987. увећан за део насеља Внање Горице.

## Галерија
- табла на улазу
- железничка станица